# Mastacembelus micropectus
Mastacembelus micropectus és una espècie de peix pertanyent a la família dels mastacembèlids.

## Descripció
- Fa 17,6 cm de llargària màxima.
- Nombre de vèrtebres: 82.[5][6]

## Hàbitat
És un peix d'aigua dolça, demersal i de clima tropical (3°S-9°S) que viu en aigües costaneres poc fondes i amb fons rocallós.

## Distribució geogràfica
Es troba a Àfrica: és un endemisme del llac Tanganyika.

## Observacions
És inofensiu per als humans.